# Paroster insculptilis
Paroster insculptilis är en skalbaggsart som först beskrevs av Clark 1862.  Paroster insculptilis ingår i släktet Paroster och familjen dykare. Inga underarter finns listade i Catalogue of Life.